# Discografia Mariei Lătărețu

Maria Lătărețu

Discografia Mariei Lătărețu cuprinde discuri de gramofon, de vinil, benzi de magnetofon, casete audio, CD-uri, ce prezintă înregistrări realizate din 19 iulie 1937 până în 21-22 februarie 1972 în România.
În prima parte a carierei, cântăreața a înregistrat din 19 iulie 1937 piese pe cilindri de fonograf pentru Arhiva de Folclor a Societății Compozitorilor Români (azi Arhiva Institutului de Etnografie și Folclor „Constantin Brăiloiu”) și mai apoi pentru casa de discuri Columbia, din 13 septembrie 1937 în București. Din 13 martie 1939, cu ajutorul lui Constantin Brăiloiu, cântăreața face imprimări pentru casa de discuri Cristal (Electrecord de mai târziu). Numeroase alte înregistrări sunt efectuate la Radiodifuziunea Română.

## Muzică țărănească din Gorj (1937-1943)

### Arhiva Institutului de Etnografie de Folclor „Constantin Brăiloiu”

#### Cilindri de fonograf
| Data       | Număr de catalog | Piese                    | Acompaniament          |
| 19.07.1937 | Fg. 4166         | Marioară, pui boboc      | taraful Mihai Lătărețu |
| 19.07.1937 | Fg. 4187         | Sub poale de codru verde | taraful Mihai Lătărețu |
| 19.07.1937 | Fg. 4188         | Și băgai cu cucu-n plug  | taraful Mihai Lătărețu |
| 19.07.1937 | Fg. 4189         | Aș ofta să-mi iese focul | taraful Mihai Lătărețu |
| 1940       | Fg. 8147         | Ia-ți mireasă ziua bună  | taraful Mihai Lătărețu |
| 1940       | Fg. 8148         | Firicel de iarbă neagră  | taraful Mihai Lătărețu |
| 1940       | Fg. 8149         | Ia te uită, Marioară     | taraful Mihai Lătărețu |

#### Discuri de gramofon
| Data       | Nr. de catalog | Piese                                                                                            | Acompaniament | Culegător(i)                |
| 21.05.1937 | 773 a          | Lung e drumul Gorjului (sârbă) Eu cunosc vara când vine (cântec lung)                            | Maria Lătărețu (voce și chitară) Mihai Lătărețu (vioara I) Gheorghe I. Luca (vioara II) Nicolae Lătărețu (vioara II) Constantin Lătărețu (contrabas) | Tiberiu Alexandru           |
| 21.05.1937 | 773 b          | Lung e drumul Gorjului (sârbă) Eu cunosc vara când vine (cântec lung)                            | Maria Lătărețu (voce și chitară) Mihai Lătărețu (vioara I) Gheorghe I. Luca (vioara II) Nicolae Lătărețu (vioara II) Constantin Lătărețu (contrabas) | Tiberiu Alexandru           |
| 21.05.1937 | 774 a          | Aș ofta să-mi iasă focul (sârbă de mahala) Mărioară pui boboc (sârbă)                            | Maria Lătărețu (voce și chitară) Mihai Lătărețu (vioara I) Gheorghe I. Luca (vioara II) Nicolae Lătărețu (vioara II) Constantin Lătărețu (contrabas) | Tiberiu Alexandru           |
| 21.05.1937 | 774 b          | Aș ofta să-mi iasă focul (sârbă de mahala) Mărioară pui boboc (sârbă)                            | Maria Lătărețu (voce și chitară) Mihai Lătărețu (vioara I) Gheorghe I. Luca (vioara II) Nicolae Lătărețu (vioara II) Constantin Lătărețu (contrabas) | Tiberiu Alexandru           |
| 13.09.1937 | 697 a          | Mărioară bui boboc (sârbă) Aș ofta să-mi iasă focul (sârbă de mahala)                            | Maria Lătărețu (voce și chitară) Mihai Lătărețu (vioara I) Gheorghe I. Luca (vioara II) Nicolae Lătărețu (vioara II) Constantin Lătărețu (contrabas) | Constantin Brăiloiu         |
| 13.09.1937 | 697 b          | Mărioară bui boboc (sârbă) Aș ofta să-mi iasă focul (sârbă de mahala)                            | Maria Lătărețu (voce și chitară) Mihai Lătărețu (vioara I) Gheorghe I. Luca (vioara II) Nicolae Lătărețu (vioara II) Constantin Lătărețu (contrabas) | Constantin Brăiloiu         |
| 13.09.1937 | 698 a          | Ca la masa mare [Și băgai cu cucu-n plug] (cântec lung) Lung e drumul Gorjului (sârbă)           | Maria Lătărețu (voce și chitară) Mihai Lătărețu (vioara I) Gheorghe I. Luca (vioara II) Nicolae Lătărețu (vioara II) Constantin Lătărețu (contrabas) | Constantin Brăiloiu         |
| 13.09.1937 | 698 b          | Ca la masa mare [Și băgai cu cucu-n plug] (cântec lung) Lung e drumul Gorjului (sârbă)           | Maria Lătărețu (voce și chitară) Mihai Lătărețu (vioara I) Gheorghe I. Luca (vioara II) Nicolae Lătărețu (vioara II) Constantin Lătărețu (contrabas) | Constantin Brăiloiu         |
| 13.09.1937 | 699 a          | Voi, voi, voi, mândrelor voi (sârbă) Ba eu nu, ba eu ba (sârbă)                                  | Maria Lătărețu (voce și chitară) Mihai Lătărețu (vioara I) Gheorghe I. Luca (vioara II) Nicolae Lătărețu (vioara II) Constantin Lătărețu (contrabas) | Constantin Brăiloiu         |
| 13.09.1937 | 699 b          | Voi, voi, voi, mândrelor voi (sârbă) Ba eu nu, ba eu ba (sârbă)                                  | Maria Lătărețu (voce și chitară) Mihai Lătărețu (vioara I) Gheorghe I. Luca (vioara II) Nicolae Lătărețu (vioara II) Constantin Lătărețu (contrabas) | Constantin Brăiloiu         |
| 13.09.1937 | 700 a          | Teiule, frunză rotată (cântec) Tu, mamă, când m-ai făcut (sârbă)                                 | Maria Lătărețu (voce și chitară) Mihai Lătărețu (vioara I) Gheorghe I. Luca (vioara II) Nicolae Lătărețu (vioara II) Constantin Lătărețu (contrabas) | Constantin Brăiloiu         |
| 13.09.1937 | 700 b          | Teiule, frunză rotată (cântec) Tu, mamă, când m-ai făcut (sârbă)                                 | Maria Lătărețu (voce și chitară) Mihai Lătărețu (vioara I) Gheorghe I. Luca (vioara II) Nicolae Lătărețu (vioara II) Constantin Lătărețu (contrabas) | Constantin Brăiloiu         |
| 13.09.1937 | 701 a          | Și-așa-mi zic mândrele mele (sârbă) Sârba lui Dincă Schileru [Cine-a fost stăpân pe Gorj]        | Maria Lătărețu (voce și chitară) Mihai Lătărețu (vioara I) Gheorghe I. Luca (vioara II) Nicolae Lătărețu (vioara II) Constantin Lătărețu (contrabas) | Constantin Brăiloiu         |
| 13.09.1937 | 701 b          | Și-așa-mi zic mândrele mele (sârbă) Sârba lui Dincă Schileru [Cine-a fost stăpân pe Gorj]        | Maria Lătărețu (voce și chitară) Mihai Lătărețu (vioara I) Gheorghe I. Luca (vioara II) Nicolae Lătărețu (vioara II) Constantin Lătărețu (contrabas) | Constantin Brăiloiu         |
| 13.09.1937 | 759 a          | În pădure la Stroiești (sârbă) Trei în lume nu se poate (cântec)                                 | Maria Lătărețu (voce și chitară) Mihai Lătărețu (vioara I) Gheorghe I. Luca (vioara II) Nicolae Lătărețu (vioara II) Constantin Lătărețu (contrabas) | Constantin Brăiloiu         |
| 13.09.1937 | 759 b          | În pădure la Stroiești (sârbă) Trei în lume nu se poate (cântec)                                 | Maria Lătărețu (voce și chitară) Mihai Lătărețu (vioara I) Gheorghe I. Luca (vioara II) Nicolae Lătărețu (vioara II) Constantin Lătărețu (contrabas) | Constantin Brăiloiu         |
| 14.09.1937 | 881 I          | Hora în două părți Crăițele (joc)                                                                | Maria Lătărețu (voce și chitară) Gheorghe I. Luca (vioara I) Mihai Lătărețu (vioara II) Nicolae Lătărețu (vioara II) Constantin Lătărețu (contrabas) | Constantin Brăiloiu         |
| 14.09.1937 | 881 II         | Hora în două părți Crăițele (joc)                                                                | Maria Lătărețu (voce și chitară) Gheorghe I. Luca (vioara I) Mihai Lătărețu (vioara II) Nicolae Lătărețu (vioara II) Constantin Lătărețu (contrabas) | Constantin Brăiloiu         |
| 14.09.1937 | 882 I          | Sîc, sîc, sîc că te-am lăsat (sârbă) Mândro, ochii tăi din cap (sârbă)                           | Maria Lătărețu (voce și chitară) Gheorghe I. Luca (vioara I) Mihai Lătărețu (vioara II) Nicolae Lătărețu (vioara II) Constantin Lătărețu (contrabas) | Constantin Brăiloiu         |
| 14.09.1937 | 882 II         | Sîc, sîc, sîc că te-am lăsat (sârbă) Mândro, ochii tăi din cap (sârbă)                           | Maria Lătărețu (voce și chitară) Gheorghe I. Luca (vioara I) Mihai Lătărețu (vioara II) Nicolae Lătărețu (vioara II) Constantin Lătărețu (contrabas) | Constantin Brăiloiu         |
| 13.03.1939 | 1004 I         | De n-aș fuma tutunu’ [Aș ofta să-mi iasă focul] (sârbă) Cine-a fost stăpân pe Gorj (sârbă)       | Maria Lătărețu (voce și chitară) Mihai Lătărețu (vioara I) Constantin Busuioc (vioara II) Costică Ciucurescu (contrabas)                             | Constantin Brăiloiu         |
| 13.03.1939 | 1004 II        | De n-aș fuma tutunu’ [Aș ofta să-mi iasă focul] (sârbă) Cine-a fost stăpân pe Gorj (sârbă)       | Maria Lătărețu (voce și chitară) Mihai Lătărețu (vioara I) Constantin Busuioc (vioara II) Costică Ciucurescu (contrabas)                             | Constantin Brăiloiu         |
| 13.03.1939 | 1005 I         | Pe la Gorj te duci și vii [Lung e drumul Gorjului] (sârbă) Și băgai cu cucu-n plug (cântec lung) | Maria Lătărețu (voce și chitară) Mihai Lătărețu (vioara I) Constantin Busuioc (vioara II) Costică Ciucurescu (contrabas)                             | Constantin Brăiloiu         |
| 13.03.1939 | 1005 II        | Pe la Gorj te duci și vii [Lung e drumul Gorjului] (sârbă) Și băgai cu cucu-n plug (cântec lung) | Maria Lătărețu (voce și chitară) Mihai Lătărețu (vioara I) Constantin Busuioc (vioara II) Costică Ciucurescu (contrabas)                             | Constantin Brăiloiu         |
| 13.03.1939 | 1007 I         | Ce n-ai făcut patu’ lat (sârbă) Tu, mamă, când m-ai făcut (sârbă)                                | Maria Lătărețu (voce și chitară) Mihai Lătărețu (vioara I) Constantin Busuioc (vioara II) Costică Ciucurescu (contrabas)                             | Constantin Brăiloiu         |
| 13.03.1939 | 1007 II        | Ce n-ai făcut patu’ lat (sârbă) Tu, mamă, când m-ai făcut (sârbă)                                | Maria Lătărețu (voce și chitară) Mihai Lătărețu (vioara I) Constantin Busuioc (vioara II) Costică Ciucurescu (contrabas)                             | Constantin Brăiloiu         |
| 23.12.1939 | 1291 I         | Vasilca (colindă) Aste curți, aste domnii (colindă)                                              | Maria Lătărețu (voce și chitară) Mihai Lătărețu (vioara I) Ion Pițigoi (braci) Ion Bobirci (contrabas)                                               | Tiberiu Alexandru           |
| 23.12.1939 | 1291 II        | Vasilca (colindă) Aste curți, aste domnii (colindă)                                              | Maria Lătărețu (voce și chitară) Mihai Lătărețu (vioara I) Ion Pițigoi (braci) Ion Bobirci (contrabas)                                               | Tiberiu Alexandru           |
| 23.12.1939 | 1292 I         | Firicel de iarbă neagră (sârbă) Ia te uită Mărioară (sârbă)                                      | Maria Lătărețu (voce și chitară) Mihai Lătărețu (vioara I) Ion Pițigoi (braci) Ion Bobirci (contrabas)                                               | Tiberiu Alexandru           |
| 23.12.1939 | 1292 II        | Firicel de iarbă neagră (sârbă) Ia te uită Mărioară (sârbă)                                      | Maria Lătărețu (voce și chitară) Mihai Lătărețu (vioara I) Ion Pițigoi (braci) Ion Bobirci (contrabas)                                               | Tiberiu Alexandru           |
| 16.06.1940 | 1343 I         | Furnica de e furnică [Țin-te, mândro, de cuvânt] (sârbă) Bată-te mândruțo bată (sârbă)           | Maria Lătărețu (voce și chitară) Nelu Busuioc (vioara I) Constantin Pobirci (vioara II) Vasile Buznei (contrabas)                                    | Tiberiu Alexandru           |
| 16.06.1940 | 1343 II        | Furnica de e furnică [Țin-te, mândro, de cuvânt] (sârbă) Bată-te mândruțo bată (sârbă)           | Maria Lătărețu (voce și chitară) Nelu Busuioc (vioara I) Constantin Pobirci (vioara II) Vasile Buznei (contrabas)                                    | Tiberiu Alexandru           |
| 16.06.1940 | 1347 I         | Și mai am un gând pe lume (sârbă) Izvoraș cu apă rece (sârbă)                                    | Maria Lătărețu (voce și chitară) Nelu Busuioc (vioara I) Constantin Pobirci (vioara II) Vasile Buznei (contrabas)                                    | Tiberiu Alexandru           |
| 16.06.1940 | 1347 II        | Și mai am un gând pe lume (sârbă) Izvoraș cu apă rece (sârbă)                                    | Maria Lătărețu (voce și chitară) Nelu Busuioc (vioara I) Constantin Pobirci (vioara II) Vasile Buznei (contrabas)                                    | Tiberiu Alexandru           |
| 20.06.1940 | 1344 I         | Voi, voi, voi, mândrelor voi (sârbă) Ce-ai în gură Mărioară (sârbă)                              | Maria Lătărețu (voce și chitară) Nelu Busuioc (vioara I) Constantin Busuioc (vioara II) Costică Ciucurescu (contrabas)                               | Tiberiu Alexandru           |
| 20.06.1940 | 1344 II        | Voi, voi, voi, mândrelor voi (sârbă) Ce-ai în gură Mărioară (sârbă)                              | Maria Lătărețu (voce și chitară) Nelu Busuioc (vioara I) Constantin Busuioc (vioara II) Costică Ciucurescu (contrabas)                               | Tiberiu Alexandru           |
| 20.06.1940 | 1345 I         | M-am jurat de mii de ori (sârbă) Of, dor, dor, dor (sârbă)                                       | Maria Lătărețu (voce și chitară) Nelu Busuioc (vioara I) Constantin Busuioc (vioara II) Costică Ciucurescu (contrabas)                               | Tiberiu Alexandru           |
| 20.06.1940 | 1345 II        | M-am jurat de mii de ori (sârbă) Of, dor, dor, dor (sârbă)                                       | Maria Lătărețu (voce și chitară) Nelu Busuioc (vioara I) Constantin Busuioc (vioara II) Costică Ciucurescu (contrabas)                               | Tiberiu Alexandru           |
| 20.06.1940 | 1346 I         | La Tismana într-o grădină (sârbă) În pădure la Stroiești (sârbă)                                 | Maria Lătărețu (voce și chitară) Nelu Busuioc (vioara I) Constantin Busuioc (vioara II) Costică Ciucurescu (contrabas)                               | Tiberiu Alexandru           |
| 20.06.1940 | 1346 II        | La Tismana într-o grădină (sârbă) În pădure la Stroiești (sârbă)                                 | Maria Lătărețu (voce și chitară) Nelu Busuioc (vioara I) Constantin Busuioc (vioara II) Costică Ciucurescu (contrabas)                               | Tiberiu Alexandru           |
| 20.06.1940 | 1348 I         | Fir-ai a dracului minte (sârbă)                                                                  | Maria Lătărețu (voce și chitară) Nelu Busuioc (vioara I) Constantin Busuioc (vioara II) Costică Ciucurescu (contrabas)                               | Tiberiu Alexandru           |
| 09.04.1941 | 1431 I         | Uite dealu’, uite via (sârbă)                                                                    | Maria Lătărețu (voce și chitară) Nelu Busuioc (vioara I) Constantin Busuioc (vioara II) Costică Ciucurescu (contrabas)                               | Tiberiu Alexandru           |
| 09.04.1941 | 1432 I         | La Tismana într-o grădină (sârbă) Iubește, neică, iubește (sârbă)                                | Maria Lătărețu (voce și chitară) Nelu Busuioc (vioara I) Constantin Busuioc (vioara II) Costică Ciucurescu (contrabas)                               | Tiberiu Alexandru           |
| 09.04.1941 | 1432 II        | La Tismana într-o grădină (sârbă) Iubește, neică, iubește (sârbă)                                | Maria Lătărețu (voce și chitară) Nelu Busuioc (vioara I) Constantin Busuioc (vioara II) Costică Ciucurescu (contrabas)                               | Tiberiu Alexandru           |
| 09.04.1941 | 1433 I         | Voi, voi, voi, mândrelor voi (sârbă)                                                             | Maria Lătărețu (voce și chitară) Nelu Busuioc (vioara I) Constantin Busuioc (vioara II) Costică Ciucurescu (contrabas)                               | Tiberiu Alexandru           |
| 19.03.1943 | 1516 I         | Revolver cu șase focuri (sârbă)                                                                  | Maria Lătărețu (voce și chitară) Mihai Lătărețu (vioara I) Constantin Pobirci (vioara II) Francisc Barna Aaladar (braci) Costică Bobirci (contrabas) | T. Alexandru și C. Brăiloiu |
| 19.03.1943 | 1516 II        | Spune, afurisito, spune (sârbă)                                                                  | Maria Lătărețu (voce și chitară) Mihai Lătărețu (vioara I) Constantin Pobirci (vioara II) Francisc Barna Aaladar (braci) Costică Bobirci (contrabas) | T. Alexandru și C. Brăiloiu |

### Discuri Columbia
| An   | Număr de catalog | Format                 | Piese                                                                            | Acompaniament   | Note                                                             |
| 1937 | DR 166           | shellac, 25 cm, 78 RPM | Lung e drumul Gorjului (sârbă) Ca la masa mare – doină [Și băgai cu cucu'n plug] | Taraf gorjenesc | Înregistrări efectuate sub direcțiunea S.C.R., Fondul de Folklor |
| 1937 | DR 167           | shellac, 25 cm, 78 RPM | Marioară, pui boboc (sârbă) Ași ofta să-mi iasă focul (sârbă)                    | Taraf gorjenesc | Înregistrări efectuate sub direcțiunea S.C.R., Fondul de Folklor |
| 1937 | DR 187           | shellac, 25 cm, 78 RPM | Teiule, frunză rotată (cântec) Tu mamă când m-ai făcut (sârbă)                   | Taraf gorjenesc | Înregistrări efectuate sub direcțiunea S.C.R., Fondul de Folklor |
| 1937 | DR 204           | shellac, 25 cm, 78 RPM | Ba eu nu, ba eu ba (sârbă) Voi, voi, voi, mândrelor voi (sârbă)                  | Taraf gorjenesc | Înregistrări efectuate sub direcțiunea S.C.R., Fondul de Folklor |
| 1937 | DR 211           | shellac, 25 cm, 78 RPM | Sârba lui Dincă Schileru Și-așa zic mândrele mele (sârbă)                        | Taraf gorjenesc | Înregistrări efectuate sub direcțiunea S.C.R., Fondul de Folklor |
| 1937 | DR 212           | shellac, 25 cm, 78 RPM | În pădure la Stroești (sârbă) Trei în lume nu se poate (horă)                    | Taraf gorjenesc | Înregistrări efectuate sub direcțiunea S.C.R., Fondul de Folklor |

### Discuri Electrecord
| An   | Număr de catalog | Format                 | Piese                                                                                                 | Acompaniament          |
| 1939 | 1286             | shellac, 25 cm, 78 RPM | De n'aș fuma tutunul [Aș ofta să-mi iasă focul] Cine-a fost stăpân pe Gorj [Sârba lui Dincă Schileru] | Taraful din Gorj       |
| 1939 | 1287             | shellac, 25 cm, 78 RPM | Pe la Gorj te duci și vii [Lung e drumul Gorjului] Și băgai cu cucu'n plug                            | Taraful din Gorj       |
| 1939 | 1288             | shellac, 25 cm, 78 RPM | Ce n'ai făcut patul lat Tu mamă când m'ai făcut                                                       | Taraful din Gorj       |
| 1940 | 1340             | shellac, 25 cm, 78 RPM | Firicel de iarbă neagră [Merg pe drum, lumea mă-ntreabă] Ia te uită, Marioară                         | Taraful Mihai Lătărețu |
| 1941 | 1371             | shellac, 25 cm, 78 RPM | Și mi-am pus un gând pe lume Izvoraș cu apă rece                                                      | Taraful Nelu Busuioc   |
| 1941 | 1372             | shellac, 25 cm, 78 RPM | Fir-ai a dracului minte                                                                               | Taraful Nelu Busuioc   |

## Muzică folclorizată

### Arhiva Institutului de Etnografie de Folclor „Constantin Brăiloiu”
| Data       | Nr. de catalog | Format                 | Piese                                                                                         | Acompaniament         |
| 15.02.1949 | 1610 I         | shellac, 25 cm, 78 RPM | Pe vale mă duc (sârbă) Nașe, nașe (horă)                                                      | Taraful Tică Lătărețu |
| 15.02.1949 | 1610 II        | shellac, 25 cm, 78 RPM | Pe vale mă duc (sârbă) Nașe, nașe (horă)                                                      | Taraful Tică Lătărețu |
| 15.02.1949 | 1611 I         | shellac, 25 cm, 78 RPM | Lună, lună ești nebună (sârbă) M-a făcut mama oltean (horă)                                   | Taraful Tică Lătărețu |
| 15.02.1949 | 1611 II        | shellac, 25 cm, 78 RPM | Lună, lună ești nebună (sârbă) M-a făcut mama oltean (horă)                                   | Taraful Tică Lătărețu |
| 15.02.1949 | 1612 I         | shellac, 25 cm, 78 RPM | Mândra mea sprâncene multe (sârbă) Maică, tu când m-ai făcut [Spune-i maică lui Maria] (horă) | Taraful Tică Lătărețu |
| 15.02.1949 | 1612 II        | shellac, 25 cm, 78 RPM | Mândra mea sprâncene multe (sârbă) Maică, tu când m-ai făcut [Spune-i maică lui Maria] (horă) | Taraful Tică Lătărețu |
| 15.02.1949 | 1613 I         | shellac, 25 cm, 78 RPM | Aș muri, dar nu acuma (horă) Seara bună, Mărioară (sârbă)                                     | Taraful Tică Lătărețu |
| 15.02.1949 | 1613 II        | shellac, 25 cm, 78 RPM | Aș muri, dar nu acuma (horă) Seara bună, Mărioară (sârbă)                                     | Taraful Tică Lătărețu |
| 15.02.1949 | 1614 I         | shellac, 25 cm, 78 RPM | Ușor, puiule, ușor (sârbă) Strânge omul ca furnica (cântec)                                   | Taraful Tică Lătărețu |
| 15.02.1949 | 1614 II        | shellac, 25 cm, 78 RPM | Ușor, puiule, ușor (sârbă) Strânge omul ca furnica (cântec)                                   | Taraful Tică Lătărețu |
| 15.02.1949 | 1615 I         | shellac, 25 cm, 78 RPM | Gheorghiță, bătu-te-ar Sfântu (sârbă) Ce credeau dușmanii mei (cântec)                        | Taraful Tică Lătărețu |
| 15.02.1949 | 1615 II        | shellac, 25 cm, 78 RPM | Gheorghiță, bătu-te-ar Sfântu (sârbă) Ce credeau dușmanii mei (cântec)                        | Taraful Tică Lătărețu |
| 15.02.1949 | 1616 I         | shellac, 25 cm, 78 RPM | Neică, ce pământ te ține (sârbă) Sus luna, jos stelele (sârbă)                                | Taraful Tică Lătărețu |
| 15.02.1949 | 1616 II        | shellac, 25 cm, 78 RPM | Neică, ce pământ te ține (sârbă) Sus luna, jos stelele (sârbă)                                | Taraful Tică Lătărețu |
| 15.02.1949 | 1617 I         | shellac, 25 cm, 78 RPM | Sanie cu zurgălăi (horă) (muzica Richard Stein) Două fete se certau (horă)                    | Taraful Tică Lătărețu |
| 15.02.1949 | 1617 II        | shellac, 25 cm, 78 RPM | Sanie cu zurgălăi (horă) (muzica Richard Stein) Două fete se certau (horă)                    | Taraful Tică Lătărețu |
| 15.02.1949 | 1618 I         | shellac, 25 cm, 78 RPM | Pe dealul cu liliacul (sârbă) Hai la muncă, frate dragă (folclor nou)                         | Taraful Tică Lătărețu |
| 15.02.1949 | 1618 II        | shellac, 25 cm, 78 RPM | Pe dealul cu liliacul (sârbă) Hai la muncă, frate dragă (folclor nou)                         | Taraful Tică Lătărețu |
| 15.02.1949 | 1619 I         | shellac, 25 cm, 78 RPM | Mândruliță, satu-i plin (sârbă) Plecai, mândro, într-o vară (cântec lung)                     | Taraful Tică Lătărețu |
| 15.02.1949 | 1619 II        | shellac, 25 cm, 78 RPM | Mândruliță, satu-i plin (sârbă) Plecai, mândro, într-o vară (cântec lung)                     | Taraful Tică Lătărețu |
| 1949       | 1638 I         | shellac, 25 cm, 78 RPM | Mărioară de la Gorj (sârbă) Neghiniță neagră (cântec)                                         | Taraful Tică Lătărețu |
| 1949       | 1638 II        | shellac, 25 cm, 78 RPM | Mărioară de la Gorj (sârbă) Neghiniță neagră (cântec)                                         | Taraful Tică Lătărețu |
| 1949       | 1639 I         | shellac, 25 cm, 78 RPM | Dă Doamne să mor diseară (sârbă) Și-am iubit patru mândruțe (sârbă)                           | Taraful Tică Lătărețu |
| 1949       | 1639 II        | shellac, 25 cm, 78 RPM | Dă Doamne să mor diseară (sârbă) Și-am iubit patru mândruțe (sârbă)                           | Taraful Tică Lătărețu |
| 1949       | 2268 I         | shellac, 25 cm, 78 RPM | Puiul mamii, puișor (sârbă) Fă-mă, maică, ce m-ai face (folclor nou)                          | Taraful Tică Lătărețu |
| 1949       | 2268 II        | shellac, 25 cm, 78 RPM | Puiul mamii, puișor (sârbă) Fă-mă, maică, ce m-ai face (folclor nou)                          | Taraful Tică Lătărețu |
| 1949       | 2269 I         | shellac, 25 cm, 78 RPM | Eu sunt Stana lui Matei (folclor nou) Au plecat olteni la coasă (horă)                        | Taraful Tică Lătărețu |
| 1949       | 2269 II        | shellac, 25 cm, 78 RPM | Eu sunt Stana lui Matei (folclor nou) Au plecat olteni la coasă (horă)                        | Taraful Tică Lătărețu |

### Discuri Columbia[6]
| An   | Număr de catalog | Format                 | Piese                                                                                   | Acompaniament         |
| 1949 | DR 405           | shellac, 25 cm, 78 RPM | Pe vale mă duc Nașe, nașe                                                               | Taraful Tică Lătărețu |
| 1949 | DR 406           | shellac, 25 cm, 78 RPM | Nașe, nașe M-a făcut mama oltean                                                        | Taraful Tică Lătărețu |
| 1949 | DR 406 reeditare | shellac, 25 cm, 78 RPM | Lună, lună, ești nebună M-a făcut mama oltean                                           | Taraful Tică Lătărețu |
| 1949 | DR 411           | shellac, 25 cm, 78 RPM | Mândra mea, sprâncene multe Maică, tu când m-ai făcut [Spune-i maică lui Maria]         | Taraful Tică Lătărețu |
| 1949 | DR 412           | shellac, 25 cm, 78 RPM | Aș muri, da’ nu acuma Seară bună, Marioară                                              | Taraful Tică Lătărețu |
| 1949 | DR 413           | shellac, 25 cm, 78 RPM | Strânge omu’ ca furnica Ușor, puiule, ușor                                              | Taraful Tică Lătărețu |
| 1949 | DR 413 reeditare | shellac, 25 cm, 78 RPM | De la moară, pân' la gară Ușor, puiule, ușor                                            | Taraful Tică Lătărețu |
| 1949 | DR 414           | shellac, 25 cm, 78 RPM | De la moară, pân' la gară Perinița                                                      | Taraful Tică Lătărețu |
| 1949 | DR 415           | shellac, 25 cm, 78 RPM | Foaie verde foi ca cimbru [Gheorghiță, bătu-te-ar sfântul] Ce-au crezut dușmanii mei    | Taraful Tică Lătărețu |
| 1949 | DR 416           | shellac, 25 cm, 78 RPM | Neică, ce pământ te ține Sus luna, jos stelele                                          | Taraful Tică Lătărețu |
| 1949 | DR 435           | shellac, 25 cm, 78 RPM | Două fete se certa Sanie cu zurgălăi (muzica Richard Stein)                             | Taraful Tică Lătărețu |
| 1949 | DR 436           | shellac, 25 cm, 78 RPM | Pe dealul cu liliacul Hai la muncă, frate dragă (folclor nou)                           | Taraful Tică Lătărețu |
| 1949 | DR 437           | shellac, 25 cm, 78 RPM | Mândrulițo satu-i plin Plecai, mândro, într-o vară (cântec lung)                        | Taraful Tică Lătărețu |
| 1949 | DR 449           | shellac, 25 cm, 78 RPM | Puiul mamei, puișor Foaie verde trei spanace [Fă-mă, maică, ce m-oi face] (folclor nou) | Taraful Tică Lătărețu |
| 1949 | DR 450           | shellac, 25 cm, 78 RPM | Și-au plecat olteni la coasă Eu sunt Stana lui Matei (folclor nou)                      | Taraful Tică Lătărețu |

### Discografie Electrecord

#### Discuri de gramofon
| An   | Număr de catalog             | Format                 | Piese                                                                 | Acompaniament                                                                    |
| 1949 | EPA 1678                     | shellac, 25 cm, 78 RPM | Pe vale mă duc Lună, lună ești nebună                                 | Taraful Tică Lătărețu                                                            |
| 1949 | EPA 1679                     | shellac, 25 cm, 78 RPM | Lună, lună ești nebună M-a făcut mama oltean                          | Taraful Tică Lătărețu                                                            |
| 1949 | EPA 1680                     | shellac, 25 cm, 78 RPM | Mândra mea, sprâncene multe Aș muri, dar nu acuma                     | Taraful Tică Lătărețu                                                            |
| 1949 | EPA 1681                     | shellac, 25 cm, 78 RPM | Mărioară de la Gorj Neghiniță neagră                                  | Taraful Tică Lătărețu                                                            |
| 1949 | EPA 1682                     | shellac, 25 cm, 78 RPM | Dă Doamne să mor diseară Și-am iubit patru mândruțe                   | Taraful Tică Lătărețu                                                            |
| 1950 | EPA 1693                     | shellac, 25 cm, 78 RPM | Cântec popular pentru Stalin                                          | Orchestra populară a Comitetului de Radio                                        |
| 1950 | EPA 1740                     | shellac, 25 cm, 78 RPM | Cine bocănește-n luncă Sanie cu zurgălăi (muzica Richard Stein)       | Taraful Tică Lătărețu                                                            |
| 1950 | EPA 1741                     | shellac, 25 cm, 78 RPM | Neică, dorul de la tine Jiule, apa din tine                           | Taraful Tică Lătărețu                                                            |
| 1950 | EPA 1742                     | shellac, 25 cm, 78 RPM | Leagănă-te vârf de brad Mândrulițo, satu-i plin                       | Taraful Tică Lătărețu                                                            |
| 1950 | EPA 1750                     | shellac, 25 cm, 78 RPM | Hora păcii (folclor nou) (versuri Ștefan Tita)                        | Orchestra populară a Comitetului de Radio                                        |
| 1950 | EPA 1756                     | shellac, 25 cm, 78 RPM | Bate neica la portiță Frunzuliță fir bujor [Puiul mamei, puișor]      | Taraful Tică Lătărețu                                                            |
| 1950 | EPA 1757                     | shellac, 25 cm, 78 RPM | Ce te culci așa devreme, Marioară? Uite neica trece dealul            | Taraful Tică Lătărețu                                                            |
| 1950 | EPA 1758                     | shellac, 25 cm, 78 RPM | La grădina cu flori multe Satul e în sărbătoare                       | Taraful Tică Lătărețu                                                            |
| 1953 | EPB 5019                     | shellac, 30 cm, 78 RPM | Cântec lung din Gorj [Mă uitai spre răsărit]                          | Orchestra „Barbu Lăutaru”, dirijor I. Budișteanu                                 |
| 1954 | EPA 1809                     | shellac, 25 cm, 78 RPM | Când aud cucul cântând                                                | Orchestra „Barbu Lăutaru”, dirijor I. Budișteanu solo clarinet: Iliuță Rudăreanu |
| 1954 | EPA 1815                     | shellac, 25 cm, 78 RPM | I-auzi cum răsună valea (folclor nou)                                 | O.M.P.R., dirijor Victor Predescu                                                |
| 1954 | EPA 1816                     | shellac, 25 cm, 78 RPM | Foaie verde de-avrămeasă (folclor nou) Cucule cu pana sură            | O.M.P.R., dirijor Nicu Stănescu                                                  |
| 1954 | EPA 1840                     | shellac, 25 cm, 78 RPM | Țin-te mândro de cuvânt                                               | Orchestra „Grigoraș Dinicu”, dirijor I. Budișteanu                               |
| 1954 | EPA 1871                     | shellac, 25 cm, 78 RPM | Dorule, puiule                                                        | Orchestra „Grigoraș Dinicu”, dirijor I. Budișteanu                               |
| 1955 | EPA 1901                     | shellac, 25 cm, 78 RPM | Jos în vale la izvoare (folclor nou)                                  | O.M.P.R., dirijor Ion Luca-Bănățeanu                                             |
| 1955 | EPA 1961                     | shellac, 25 cm, 78 RPM | Ușor, puiule, ușor                                                    | O.M.P.R., dirijor Nicu Stănescu                                                  |
| 1955 | EPA 1962                     | shellac, 25 cm, 78 RPM | De mic mă dusei cioban                                                | O.M.P.R., dirijor Victor Predescu                                                |
| 1956 | EPA 2088                     | shellac, 25 cm, 78 RPM | Foaie verde de cicoare [Maică, inima mă doare]                        | Orchestra „Barbu Lăutaru”, dirijor I. Budișteanu                                 |
| 1956 | EPA 2089                     | shellac, 25 cm, 78 RPM | Hei, lună                                                             | Orchestra „Barbu Lăutaru”, dirijor I. Budișteanu                                 |
| 1956 | EPA 2107                     | shellac, 25 cm, 78 RPM | Pasăre galbenă-n cioc                                                 | O.M.P.R., dirijor Victor Predescu                                                |
| 1956 | EPA 2140                     | shellac, 25 cm, 78 RPM | I-auzi mândro turtureaua Ia mai cântă din vioară                      | Orchestra „Electrecord”, dirijor Ionel Budișteanu                                |
| 1956 | EPA 2141                     | shellac, 25 cm, 78 RPM | Mă dusei să plâng în codru Ușurel trecui prin lume                    | Orchestra „Electrecord”, dirijor Ionel Budișteanu                                |
| 1956 | EPA 2188                     | shellac, 30 cm, 78 RPM | Au pornit olteni la coasă                                             | O.M.P.R., dirijor Nicu Stănescu                                                  |
| 1956 | EPA 2201                     | shellac, 30 cm, 78 RPM | Aș muri, dar nu acuma                                                 | O.M.P.R., dirijor Ion Luca-Bănățeanu                                             |
| 1957 | EPA 2291                     | shellac, 30 cm, 78 RPM | Sanie cu zurgălăi (muzica Richard Stein)                              | Orchestra „Electrecord”, dirijor Ionel Budișteanu                                |
| 1957 | EPB 5118                     | shellac, 30 cm, 78 RPM | Sus la părul dintre vii Sub strașina casei mele                       | Orchestra „Electrecord”, dirijor Ionel Budișteanu                                |
| 1957 | EPA 2338                     | shellac, 25 cm, 78 RPM | Vine cucul de trei zile Of, lelițo                                    | Orchestra „Electrecord”, dirijor Ionel Budișteanu                                |
| 1957 | EPA 2339                     | shellac, 25 cm, 78 RPM | Păsărică de sub nor Scoate pe neica-nainte                            | Orchestra „Electrecord”, dirijor Ionel Budișteanu                                |
| 1958 | EPA 2422                     | ebonită, 25 cm, 78 RPM | Neicuță, soarele meu                                                  | Orchestra „Electrecord”, dirijor Nicu Stănescu                                   |
| 1958 | EPA 2430                     | shellac, 25 cm, 78 RPM | A cui ești tu mândruliță? Mă uitai pe vale-n luncă                    | orchestra Victor Predescu                                                        |
| 1958 | EPA 2450                     | shellac, 25 cm, 78 RPM | 1. De la Târgu-Jiu la vale 2. Pe unde iubeam odată                    | orchestra Victor Predescu (1) O.M.P.R., dirijor Victor Predescu (2)              |
| 1958 | EPA 1814 transf. în EPA 2452 | shellac, 25 cm, 78 RPM | I-auzi, cum răsună valea (folclor nou)                                | O.M.P.R., dirijor Victor Predescu                                                |
| 1958 | EPA 2503                     | shellac, 25 cm, 78 RPM | Aș ofta să-mi iasă focul Doina oltenească                             | Orchestra „Electrecord”, dirijor Ionel Budișteanu                                |
| 1958 | EPA 2521                     | shellac, 25 cm, 78 RPM | Băiat ca Gheorghe mai rar                                             | Orchestra „Electrecord”, dirijor Ionel Budișteanu                                |
| 1958 | EPA 2533                     | shellac, 25 cm, 78 RPM | Pierire-ai, dorule, azi                                               | Orchestra „Electrecord”, dirijor Ionel Budișteanu                                |
| 1958 | EPA 2537                     | shellac, 25 cm, 78 RPM | Măicuță, să nu mă dai                                                 | Orchestra „Electrecord”, dirijor Ionel Budișteanu                                |
| 1958 | EPA 2565                     | shellac, 25 cm, 78 RPM | Mă dusei să dorm sub viță                                             | Orchestra „Electrecord”, dirijor Ionel Budișteanu                                |
| 1958 | EPA 2581                     | shellac, 25 cm, 78 RPM | Drag îmi-i să sui pe munte                                            | Orchestra „Electrecord”, dirijor Ionel Budișteanu                                |
| 1958 | EPA 2583                     | shellac, 25 cm, 78 RPM | Face-te-ai tu deal, măi vale                                          | Orchestra „Electrecord”, dirijor Ionel Budișteanu                                |
| 1958 | EPA 2593                     | shellac, 25 cm, 78 RPM | Hai puică la Jii, la Jii                                              | Orchestra „Electrecord”, dirijor Nicu Stănescu                                   |
| 1958 | EPA 2596                     | shellac, 25 cm, 78 RPM | Când cu neica mă iubeam                                               | Orchestra „Electrecord”, dirijor Ionel Budișteanu                                |
| 1958 | EPA 2599                     | shellac, 25 cm, 78 RPM | Of, dor, dor, dor                                                     | O.M.P.R., dirijor Victor Predescu                                                |
| 1958 | EPA 2621                     | shellac, 25 cm, 78 RPM | De-ar ști dorul ce știu eu                                            | Orchestra „Electrecord”, dirijor Nicu Stănescu                                   |
| 1958 | EPA 2622                     | shellac, 25 cm, 78 RPM | Bate vântul de la munte                                               | Orchestra „Electrecord”, dirijor Nicu Stănescu                                   |
| 1958 | EPA 2631                     | shellac, 25 cm, 78 RPM | Trecui aseară pe lună                                                 | Orchestra „Electrecord”, dirijor Nicu Stănescu                                   |
| 1959 | EPA 2664                     | shellac, 25 cm, 78 RPM | Lăstărel de primăvară Drag îmi e să cânte cucul                       | Orchestra „Electrecord”, dirijor Ionel Budișteanu                                |
| 1959 | EPA 2665                     | shellac, 25 cm, 78 RPM | Și-am un cal de-i zic Cocor                                           | Orchestra „Electrecord”, dirijor Ionel Budișteanu                                |
| 1959 | EPA 2678                     | shellac, 25 cm, 78 RPM | Mă duc la munte la vară Salcâmule de la drum                          | Orchestra „Electrecord”, dirijor Ionel Budișteanu                                |
| 1959 | EPA 2679                     | shellac, 25 cm, 78 RPM | Primăvară, primăvară De când sunt, tot așa am fost                    | Orchestra „Electrecord”, dirijor Ionel Budișteanu                                |
| 1959 | EPA 2751                     | shellac, 25 cm, 78 RPM | Trifoiaș cu fire crude (c. D. Vasilescu-Liman)                        | Orchestra „Electrecord”, dirijor Ionel Budișteanu                                |
| 1959 | EPA 2754                     | shellac, 25 cm, 78 RPM | Hăulita de la Gorj De ce nu vii neicuț-al meu?                        | Orchestra „Electrecord”, dirijor Ionel Budișteanu                                |
| 1959 | EPA 2796                     | shellac, 25 cm, 78 RPM | Frumoasă ești țara mea (folclor nou) Ciobănaș de la mioare            | Orchestra „Electrecord”, dirijor Ionel Budișteanu                                |
| 1960 | EPA 2827                     | shellac, 25 cm, 78 RPM | Haide, hai, cu dor și lună (c. D. Vasilescu-Liman)                    | Orchestra „Electrecord”, dirijor Ionel Budișteanu                                |
| 1960 | EPA 2829                     | shellac, 25 cm, 78 RPM | Busuioc moldovenesc                                                   | Orchestra „Electrecord”, dirijor Nicu Stănescu                                   |
| 1960 | EPA 2830                     | shellac, 25 cm, 78 RPM | Mă dusei în câmp să ar Drag îmi e cerul cu ceață                      | Orchestra „Electrecord”, dirijor Nicu Stănescu                                   |
| 1960 | EPA 2875                     | shellac, 25 cm, 78 RPM | Puișor de la Novaci Ceață, ceață negureață                            | Orchestra „Electrecord”, dirijor Ionel Budișteanu                                |
| 1960 | EPA 2912                     | shellac, 25 cm, 78 RPM | Pe câmpul cu florile Curge Gilortul la vale                           | orchestra Nicu Stănescu                                                          |
| 1960 | EPA 2945                     | shellac, 25 cm, 78 RPM | Vine Gheorghiță seara din luncă (folclor nou)                         | orchestra Nicu Stănescu                                                          |
| 1961 | EPA 3025                     | shellac, 25 cm, 78 RPM | În livadă, pe vălcele Mi-a plecat Gheorghe-n armată (folclor nou)     | orchestra Nicu Stănescu                                                          |
| 1961 | EPA 3099                     | shellac, 25 cm, 78 RPM | Te văzui neică la poartă I-auzi mândro pupejoara                      | orchestra Florea Cioacă                                                          |
| 1961 | EPA 3100                     | shellac, 25 cm, 78 RPM | Iarbă verde, iarbă crudă Sus în deal pe poieniță                      | orchestra Florea Cioacă                                                          |
| 1961 | EPA 3128                     | shellac, 25 cm, 78 RPM | 1. Afară plouă și tună 2. Bistriță, apă zglobie                       | orchestra Florea Cioacă (1) O.M.P.R., dirijor Victor Predescu (2)                |
| 1962 | EPA 3167                     | shellac, 25 cm, 78 RPM | Ciobănaș cu turma-n munte Frunzuliță, foaie lată                      | orchestra Nicu Stănescu                                                          |
| 1962 | EPA 3168 (folclor nou)       | shellac, 25 cm, 78 RPM | Cântă țara azi de bucurie Bate vîntul frunzele                        | orchestra Nicu Stănescu                                                          |
| 1963 | EPA 3220                     | shellac, 25 cm, 78 RPM | Deasupra capului meu Falnici sunteți, munților                        | orchestra Nicu Stănescu                                                          |
| 1963 | EPA 3221                     | shellac, 25 cm, 78 RPM | Mă dusei la horă-n sat Auzi, mândro, ori n-auzi?                      | orchestra Nicu Stănescu                                                          |
| 1963 | EPA 3276                     | shellac, 25 cm, 78 RPM | Mi se pare, nu știu unde Neiculiță după vale                          | orchestra Ionel Budișteanu                                                       |
| 1963 | EPA 3277                     | shellac, 25 cm, 78 RPM | Cireșule, frunză rară Nu te supăra pădure                             | orchestra Ionel Budișteanu                                                       |
| 1964 | EPA 3309                     | shellac, 25 cm, 78 RPM | Când oi zice-odată hăi Uită-mi-te neică, uită (c. D. Vasilescu-Liman) | orchestra Nicu Stănescu                                                          |
| 1964 | EPA 3325                     | shellac, 25 cm, 78 RPM | Viorea, viorea Voinic călător                                         | orchestra Nicu Stănescu                                                          |
| 1965 | EPA 3365                     | shellac, 25 cm, 78 RPM | Mă culcai în grădiniță Garofiță și-un dudău                           | orchestra Nicu Stănescu                                                          |

#### Discuri de vinil
| An   | Număr de catalog                                    | Format                   | Piese | Acompaniament |
| 1956 | EPC 105                                             | vinil, 17 cm, 33 RPM     | 2. Sub strașina casei mele | Orchestra „Electrecord”, dirijor Ionel Budișteanu |
| 1956 | EPC 107                                             | vinil, 17 cm, 33 RPM     | 2. Sanie cu zurgălăi (muzica Richard Stein) | Orchestra „Electrecord”, dirijor Ionel Budișteanu |
| 1956 | EPD 1                                               | vinil, LP, 25 cm, 33 RPM | 6. Dorule, puiule | Orchestra „Grigoraș Dinicu”, dirijor I. Budișteanu |
| 1957 | EPD 11                                              | vinil, LP, 25 cm, 33 RPM | 4. Ia mai cântă din vioară | Orchestra „Electrecord”, dirijor Ionel Budișteanu |
| 1957 | EPD 12                                              | vinil, LP, 25 cm, 33 RPM | 2. I-auzi mândro turtureaua | Orchestra „Electrecord”, dirijor Ionel Budișteanu |
| 1958 | EPC 142                                             | vinil, 17 cm, 33 RPM     | 1. Doină oltenească 2. Sanie cu zurgălăi (muzica Richard Stein) 3. Mă uitai pe vale-n luncă 4. Hei, lună | Orchestra „Electrecord”, dir. I. Budișteanu (1, 2) orchestra Victor Predescu (3) Orchestra „Barbu Lăutaru”, dir. I. Budișteanu (4) |
| 1958 | EPC 147                                             | vinil, 17 cm, 33 RPM     | 3. Aș ofta să-mi iese focul | Orchestra „Electrecord”, dirijor Ionel Budișteanu |
| 1958 | EPC 162                                             | vinil, 17 cm, 33 RPM     | 1. A cui ești tu mândruliță? 2. Mă uitai pe vale-n luncă 3. Aș ofta să-mi iese focul 4. Doină oltenească | orchestra Victor Predescu (1, 2) Orchestra „Electrecord”, dir. I. Budișteanu (3, 4) |
| 1959 | EPC 168                                             | vinil, 17 cm, 33 RPM     | 1. Hai, puică, la Jii, la Jii 2. Când cu neica mă iubeam | Orchestra „Electrecord”, dirijori: Nicu Stănescu (1), Ionel Budișteanu (2) |
| 1959 | EPC 169                                             | vinil, 17 cm, 33 RPM     | 2. I-auzi mîndro turtureaua 3. Ia mai cântă din vioară | Orchestra „Electrecord”, dirijor Ionel Budișteanu |
| 1959 | EPC 170                                             | vinil, 17 cm, 33 RPM     | 4. Pasăre galbenă-n cioc | O.M.P.R., dirijor Victor Predescu |
| 1959 | EPC 171                                             | vinil, 17 cm, 33 RPM     | 2. Pe unde iubeam odată 3. De la Târgu-Jiu la vale | O.M.P.R., dirijor Victor Predescu (2), orchestra Victor Predescu (3) |
| 1959 | EPC 172                                             | vinil, 17 cm, 33 RPM     | 2. Ușurel, trecui prin lume | Orchestra „Electrecord”, dirijor Ionel Budișteanu |
| 1959 | EPD 81 Antologia muzicii populare românești, vol. I | vinil, LP, 25 cm, 33 RPM | 7b. Mă uitai pe vale-n luncă 7c. Hora păcii (folclor nou) | orchestra Victor Predescu |
| 1960 | EPC 205                                             | vinil, 17 cm, 33 RPM     | Frumoasă ești țara mea (folclor nou) | Orchestra „Electrecord”, dirijor Ionel Budișteanu |
| 1960 | EPC 207 Muzică populară oltenească                  | vinil, 17 cm, 33 RPM     | 1. Drag îmi e cerul cu ceață | Orchestra „Electrecord”, dirijor Nicu Stănescu |
| 1960 | EPC 210 Recital Maria Lătărețu                      | vinil, 17 cm, 33 RPM     | 1. Se ceartă bradul cu plopul 2. Haide, hai, cu dor și lună (c. D. Vasilescu-Liman) 3. Dor de mamă 4. Mă dusei în câmp să ar | Orchestra „Electrecord”, dirijori: Ionel Budișteanu (1-3), Nicu Stănescu (4) |
| 1960 | EPC 235                                             | vinil, 17 cm, 33 RPM     | 1. Vine Gheorghiță seara din luncă 2. Pe câmpul cu florile | orchestra Nicu Stănescu |
| 1961 | EPE 052                                             | vinil, LP, 30 cm, 33 RPM | 3. Sanie cu zurgălăi (muzica Richard Stein) 9. Hora păcii (folclor nou) | Orchestra „Electrecord”, dirijor Ionel Budișteanu |
| 1961 | EPE 053                                             | vinil, LP, 30 cm, 33 RPM | 6. Doină oltenească | Orchestra „Electrecord”, dirijor Ionel Budișteanu |
| 1962 | EPC 169 reeditare                                   | vinil, 17 cm, 33 RPM     | 2. I-auzi mândro turtureaua 3. Ia mai cântă din vioară | Orchestra „Barbu Lăutaru”, dirijor I. Budișteanu |
| 1962 | EPC 273 Recital Maria Lătărețu                      | vinil, 17 cm, 33 RPM     | 1. Sus în deal pe poieniță 2. Te văzui neică la poartă 3. Iarbă verde, iarbă crudă 4. I-auzi mândro pupejoara | orchestra Florea Cioacă |
| 1962 | EPC 290                                             | vinil, 17 cm, 33 RPM     | 1. Afară plouă și tună 2. Bistriță, apă zglobie 3. Ciobănaș cu turma-n munte 4. Frunzuliță, foaie lată | orchestrele: Florea Cioacă (1), Nicu Stănescu (3, 4) O.M.P.R., dirijor Victor Predescu (2) |
| 1963 | 45-EPC 329                                          | vinil, 17 cm, 45 RPM     | 1. Deasupra capului meu 2. Falnici sunteți munților 3. Mă dusei la horă-n sat 4. Auzi mândro, ori n-auzi | orchestra Nicu Stănescu |
| 1963 | EPE 0107 Muzică populară din Oltenia și Muntenia    | vinil, LP, 30 cm, 33 RPM | 1. Frunzuliță, foaie lată 7. Sus în deal pe poieniță 9. I-auzi mândro pupejoara 13. Afară plouă și tună | orchestrele: Nicu Stănescu (1), Florea Cioacă (7, 9, 13) |
| 1963 | EPD 1008 Recital de muzică populară românească      | vinil, LP, 25 cm, 33 RPM | 1. Doină oltenească 2. Hăulita de la Gorj 3. Pasăre galbenă-n cioc 4. De la Târgu-Jiu la vale 5. Haide, hai, cu dor și lună (c. D. Vasilescu-Liman) 6. Drag îmi e cerul cu ceață 7. Aș ofta să-mi iese focul 8. Hei, lună 9. Pe câmpul cu florile                                                                     | Orchestra „Electrecord”, dirijor Ionel Budișteanu (1, 2, 5, 7), O.M.P.R., dirijor Victor Predescu (3), orchestrele: Victor Predescu (4), Nicu Stănescu (6, 9), Orchestra „Barbu Lăutaru”, dir. I. Budișteanu (8)                                 |
| 1963 | EPD 1009                                            | vinil, LP, 25 cm, 33 RPM | 1. Măicuță, să nu mă dai | Orchestra „Electrecord”, dirijor Ionel Budișteanu |
| 1964 | EPC 415                                             | vinil, 17 cm, 33 RPM     | 1. Mi se pare nu știu unde 2. Neiculiță de pe vale 3. Cireșule, frunză rară 4. Nu te supăra pădure | orchestra Ionel Budișteanu |
| 1964 | EPC 454                                             | vinil, 17 cm, 33 RPM     | 1. Oltule, voinicule 2. Cine bocănește-n luncă (2) 3. Uită-mi-te neică, uită (c. D. Vasilescu-Liman) 4. Când oi zice-odată hăi | orchestra Nicu Stănescu |
| 1964 | EPC 485                                             | vinil, 17 cm, 33 RPM     | 1. Viorea, viorea 2. Voinic călător 3. Fire-ai neicuță să fii | orchestra Nicu Stănescu |
| 1964 | EPC 531                                             | vinil, 17 cm, 33 RPM     | 1. Cine trece câmpul mare 2. Fluieră neica la coasă 3. Aseară, pe la chindie 4. Colindai vîlceaua toată | orchestra Florea Cioacă |
| 1965 | EPC 619                                             | vinil, 17 cm, 33 RPM     | 1. Mă culcai în grădiniță 2. Garofiță și-un dudău 3. Lună, lună, ia fii bună 4. Drag îmi e să cînte cucul | orchestra Nicu Stănescu (1-3) Orchestra „Electrecord”, dirijor I. Budișteanu (4) |
| 1965 | EPD 1087                                            | vinil, LP, 25 cm, 33 RPM | 1. Și-am un cal de-i zic Cocor 2. Ceață, ceață negureață 3. Busuioc moldovenesc 4. Ciobănaș de la mioare 5. Salcâmule de la drum 6. Puișor de la Novaci 7. Curge Gilortu' la vale 8. În livadă pe vâlcele | orchestrele: Ionel Budișteanu (1, 2, 4-6), Nicu Stănescu (3, 7, 8) |
| 1966 | EPD 1127                                            | vinil, LP, 25 cm, 33 RPM | 1. Pădure verde de brad 2. Nană, dorul meu te cheamă 3. Lăstărel de primăvară 4. Vine Jiețul la vale 5. Nu vine neica, nu vine 6. Colindai vâlceaua toată 7. Vine neica să mă vadă 8. Cucule, mare dușman | orchestra Nicu Stănescu (1-3, 5, 7, 8) O.M.P.R., dirijor Radu Voinescu (4, 6) |
| 1967 | ST-EPD 1140                                         | vinil, LP, 25 cm, 33 RPM | 1. Pădure verde de brad 2. Nană, dorul meu te cheamă 3. Lăstărel de primăvară 4. Nu vine neica, nu vine 5. Cucule, mare dușman 6. Vine neica să mă vadă | orchestra Nicu Stănescu |
| 1967 | EPD 1168                                            | vinil, LP, 25 cm, 33 RPM | 1. Radu, mamii, Radule 2. Neică, ochișorii tăi 3. Oltule, Oltețule 4. Strânge-ți, codre, frunzele 5. Pe drumul de la Cepari 6. La gutuiul dintre vii 7. Mândruliță de pe grui 8. Neicuță de-atâta dor | orchestra Nicu Stănescu |
| 1968 | EPD 1221                                            | vinil, LP, 25 cm, 33 RPM | 1. Trei în lume nu se poate 2. Frumoasă ești mândruliță 3. Trifoiaș cu patru foi 4. De ce nu te-nsori Gheorghiță? 5. Lie, ciocârlie 6. Zorile de dimineață 7. Cucule cu pana sură 8. Frumoasă-i tinerețea | orchestra Victor Predescu |
| 1970 | EPD 1259                                            | vinil, LP, 25 cm, 33 RPM | 1. Cântă, cântă Gorjule 2. Pe sub poala pădurii 3. Ți-ai uitat, neică, dragostea noastră 4. Ce frumoasă-i potecuța 5. Mai ții minte, măi, dragă Mărie 6. Dulce-i dragostea pe fân cosit 7. Dunăre, Dunăre lină 8. Salcie cu frunza moale                                                                              | orchestra Constantin Busuioc |
| 1971 | EPE 0538 Dor de mamă                                | vinil, LP, 30 cm, 33 RPM | 1. Dor de mamă 2. Bistriță, apă zglobie 3. Ia mai cântă din vioară 4. Deasupra capului meu 5. Cireșule, frunză rară 6. Când oi zice-odată hăi 7. Sanie cu zurgălăi (muzica Richard Stein) 8. Viorea, viorea 9. Cine trece câmpul mare 10. Voinic călător 11. Se ceartă bradul cu plopul 12. Drag îmi e să cânte cucul | Orchestra „Electrecord”, dirijor Ionel Budișteanu (1, 7, 11, 12), O.M.P.R., dirijor Victor Predescu (2), Orchestra „Barbu Lăutaru”, dirijor I. Budișteanu (3), orchestrele: Nicu Stănescu (4, 6, 8, 10), Ionel Budișteanu (5), Florea Cioacă (9) |
| 1972 | STM-EPE 0774 Vă las cântecele mele                  | vinil, LP, 30 cm, 33 RPM | 1. Fir-ai tu să fii de fată 2. Mai treci neică și tu dealul 3. Dunăre, când treci la vale 4. Suflă vântule mai tare 5. Cum am vorbit noi aseară, Mărioară 6. Murgule, coamă frumoasă 7. La stejarul după plai 8. Joacă hora-n poieniță 9. Plânge frunza și iarba 10. Vă las cîntecele mele [Uită-te lume la mine]     | orchestra Constantin Busuioc |

#### Apariții postume
| An   | Număr de catalog                                                | Format                   | Piese | Acompaniament |
| 1974 | STM-EPE 01062 Oltule, Oltețule reeditare EPD 1168, 1221         | vinil, LP, 30 cm, 33 RPM | 1. Oltule, Oltețule 2. Radu mamei, Radule 3. Neică, ochișorii tăi 4. Pe drumul de la Cepari 5. La gutuiul dintre vii 6. Mândruliță de pe grui 7. Trei în lume nu se poate 8. Trifoiaș cu patru foi 9. De ce nu te-nsori Gheorghiță? 10. Lie, ciocârlie 11. Zorile de dimineață 12. Cucule cu pana sură | orchestrele: Nicu Stănescu (1-6), Victor Predescu (7-12) |
| 1976 | EPE 01224 Antologia muzicii populare românești reeditare EPD 82 | vinil, LP, 30 cm, 33 RPM | 7b. Mă uitai pe vale-n luncă 7c. Hora păcii (folclor nou) | orchestra Victor Predescu |
| 1978 | STC 00081 Maria Lătărețu                                        | casetă audio             | 1. Vă las cântecele mele 2. Murgule, coamă frumoasa 3. Neică, ochișorii tăi 4. Oltule, Oltețule 5. Pe drumul de la Cepari 6. La gutuiul dintre vii 7. Mândruliță de pe grui 8. Trei în lume nu se poate 9. Radu mamei, Radule 10. De ce nu te-nsori Gheorghiță? 11. Lie, ciocârlie 12. Dor de mamă 13. Sanie cu zurgălăi (muzica Richard Stein) 14. Viorea, viorea 15. Deasupra capului meu 16. Bistriță, apă zglobie 17. Când oi zice-odată hăi! | orchestrele: Constantin Busuioc (1,2), Nicu Stănescu (3-7, 9, 14, 15, 17), Victor Predescu (8, 10, 11), „Electrecord”, dirijor I. Budișteanu (12, 13), O.M.P.R., dirijor V. Predescu (16) |
| 1981 | STC 00161 Maria Lătărețu reeditare EPD 1259, 1127               | casetă audio             | 1. Cântă, cântă Gorjule 2. Pe sub poala pădurii 3. Dulce-i dragostea pe fîn cosit 4. Ce frumoasă-i potecuța 5. Mai ții minte, măi, dragă Mărie 6. Dunăre, Dunăre lină 7. Salcie cu frunza moale 8. Pădure verde de brad 9. Lăstărel de primăvară 10. Nu vine neica, nu vine 11. Cucule, mare dușman 12. Ți-ai uitat, neică, dragostea noastră | orchestrele: Constantin Busuioc (1-6, 8, 12), Nicu Stănescu (8-11) |
| 1983 | EPE 02095 A. The Traditional Folk Music Band: I. Oltenia (1)    | vinil, LP, 30 cm, 33 RPM | 8. Doină: Eu cunosc vara când vine | Taraful Mihai Lătărețu |
| 1984 | ST-EPE 02567 Autografe muzicale (I)                             | vinil, LP, 30 cm, 33 RPM | 8. Radu mamei, Radule 9. Sanie cu zurgălăi (muzica Richard Stein) | orchestra Nicu Stănescu (8); Orchestra „Electrecord”, dirijor I. Budișteanu (9) |
| 1995 | EDC 163 Vă las cântecele mele                                   | compact disc             | 1. Dor de mamă 2. Când oi zice-odată hăi 3. Sanie cu zurgălăi (muzica Richard Stein) 4. Ia mai cântă din vioară 5. Radu mamii, Radule 6. Deasupra capului meu 7. Voinic călător 8. Mai treci neică și tu dealul 9. Trei în lume nu se poate 10. Joacă hora-n poieniță 11. Cine trece câmpul mare 12. Cireșule, frunză rară 13. Plânge frunza și iarba 14. Bistriță, apă zglobie 15. Fir-ai tu să fii de fată 16. Viorea, viorea 17. Murgule coamă frumoasă 18. De ce nu te-nsori, Gheorghiță 19. Pe drumul de la Cepari 20. Se ceartă bradul cu plopul 21. Lie, ciocârlie 22. Drag îmi e să cânte cucul 23. Dunăre, când treci la vale 24. Vă las cântecele mele                   | Orchestra „Electrecord”, dirijor Ionel Budișteanu (1, 3, 20, 22). orchestrele: Nicu Stănescu (2, 5-7, 16, 19), Constantin Busuioc (8, 10, 13, 15, 17, 23, 24), Victor Predescu (9, 18, 21), Floarea Cioacă (11), Ionel Budișteanu (12). O.M.P.R., dirijor Victor Predescu (14). Orchestra „Barbu Lăutaru”, dirijor I. Budișteanu (4). |
| 2002 | EDC 474 Au pornit olteni la coasă                               | compact disc             | 1. Vine, neica, să mă vadă 2. Pe câmpul cu florile 3. Mai ții minte măi dragă Mărie 4. Pădure verde de brad 5. Lună, lună ia fii bună 6. Măicuță, să nu mă dai 7. Nu vine neica, nu vine 8. Cum am vorbit noi aseară, Mărioară 9. Iarbă verde, iarbă crudă 10. Aseară, pe la chindie 11. Dulce-i dragostea pe fân cosit 12. Ce frumoasă-i potecuța 13. Ți-ai uitat, neică, dragostea noastră 14. A cui ești tu mândruliță 15. Colindai vâlceaua toată 16. Mă dusei în câmp să ar 17. Au pornit olteni la coasă 18. Haide, hai, cu dor și lună 19. De ce nu vii, neicuță al meu 20. Hei, lună! 21. Doină oltenească 22. Aș ofta să-mi iasă focul                                    | orchestrele: Nicu Stănescu (1, 2, 4, 5, 7, 16), Constantin Busuioc (3, 8, 11-13), „Electrecord”, dirijor Ionel Budișteanu (6, 18, 19, 21, 22), Florea Cioacă (9, 10, 15), Victor Predescu (14), O.M.P.R., dirijor Nicu Stănescu (17), „Barbu Lăutaru”, dirijor Ionel Budișteanu (20)                                                  |
| 2009 | EDC 903 Hai puică la Jii, la Jii                                | compact disc             | 1. Of, dor, dor, dor 2. Sub streașina casei mele 3. Hai puică la Jii, la Jii 4. De-ar ști dorul ce știu eu 5. Mă uitai pe vale-n luncă 6. Hăulita din Gorj 7. Salcâmule de la drum 8. I-auzi mândro turtureaua 9. Mă dusei să plâng în codru 10. Doamne bine mai trăiam 11. Neicuță, soarele meu 12. Pierire-ai dorule azi 13. Doamne sfinte și părinte 14. Trecui aseară pe lună 15. Mă dusei să dorm sub viță 16. Aș muri, dar nu acuma 17. Drag imi-i să urc pe munte 18. Of, leliță Marioară 19. Sus la părul dintre vii 20. Bate vântul de la munte 21. De la Târgu Jiu la vale 22. Vine cucul de trei zile 23. Băiat ca Gheorghe mai rar                                     | O.M.P.R., dirijori: Victor Predescu (1), Ion Luca-Bănățeanu (16) Orchestra „Electrecord”, dirijori: Ionel Budișteanu (2, 6, 7, 9, 10, 12, 13, 15, 17-19, 22, 23), Nicu Stănescu (3, 4, 11, 14, 20) orchestra Victor Predescu (5, 21) Orchestra „Barbu Lăutaru”, dirijor Ionel Budișteanu (8)                                          |
| 2011 | EDC 1015 Cântă, cântă Gorjule                                   | compact disc             | 1. Neică, ochișorii tăi 2. Nană, dorul meu te cheamă 3. Cântă, cântă Gorjule 4. Strânge-ți, codre, frunzele 5. La gutuiul dintre vii 6. Mândruliță după grui 7. Neicuță, de-atâta dor 8. Oltule, Oltețule 9. Lăstărel de primăvară 10. Cucule, mare dușman 11. Salcie cu frunza moale 12. Pe sub poala pădurii 13. Dunăre, Dunăre lină 14. Cucule cu pană sură 15. Frumoasă ești mândruliță 16. Trifoiaș cu patru foi 17. Frumoasă-i tinerețea 18. Zorile de dimineață 19. La stejarul după plai 20. Suflă vântule mai tare | orchestrele: Nicu Stănescu (1, 2, 4-10), Constantin Busuioc (3, 11-13, 19, 20), Victor Predescu (14-18), |
| 2018 | EDC 1154 Sus în deal, pe poieniță                               | compact disc             | 1. Afara plouă și tună 2. Sus în deal, pe poieniță 3. Te văzui neică la poartă 4. Falnici sunteți munților 5. Mă dusei la horă-n sat 6. Ieși mândruțo pân'la poartă 7. Ciobănaș cu turma-n munte 8. Nu te supăra pădure 9. Mi se pare, nu știu unde 10. Oltule, voinicule 11. Tot norocul face omul (c. D. Vasilescu-Liman) 12. Fire-ai neicuță să fii 13. Auzi mândro, ori n-auzi 14. Colindai vâlceaua toată 15. Neiculiță după vale 16. Neicuță de dorul tău 17. Mă culcai în grădiniță 18. Cine trece câmpul mare 19. I-auzi mândro pupejoara 20. Fluieră neica la coasă 21. Cine bocănește-n luncă 22. Vine Jiețul la vale 23. Uită-mi-te neică, uită (c. D. Vasilescu-Liman) | orchestrele: Florea Cioacă (1-3, 8, 18-20), Nicu Stănescu (4-7, 10, 12, 13, 16, 17, 21, 23), Ionel Budișteanu (8, 9, 15), O.M.P.R., dirijor Radu Voinescu (14, 22) |

### Discuri Supraphon
Înregistrări efectuate în Praga, Cehoslovacia, în timpul unui turneu cu Orchestra „Barbu Lăutaru” a Institutului de Folclor (până în 1953).
| An   | Număr de catalog                        | Format                   | Piese                                                                    | Acompaniament                                               |
| 1950 | 31554-M                                 | shellac, 25 cm, 78 RPM   | Sanie cu zurgălăi (muzica Richard Stein)                                 | Orchestra Institutului de Folklor, dirijor Ionel Budișteanu |
| 1950 | 31555-M                                 | shellac, 25 cm, 78 RPM   | Hora păcii (folclor nou)                                                 | Orchestra Institutului de Folklor, dirijor Ionel Budișteanu |
| 1952 | 31563-M                                 | shellac, 25 cm, 78 RPM   | Marinika (c. Henry Mălineanu) Moja miła z długimi rzęsami                | Orchestra „Barbu Lăutaru”, dirijor Nicu Stănescu            |
| 1953 | LPM 141 Rumanian Folk Songs and Dances  | vinil, LP, 25 cm, 33 RPM | 1. Hora păcii (folclor nou) 10. Sanie cu zurgălăi (muzica Richard Stein) | Orchestra „Barbu Lăutaru”, dirijor Ionel Budișteanu         |
| 195x | SUEP 512 Chants et Danses de Roumanie   | vinil, 17 cm, 33 RPM     | 1. Marinika (c. Henry Mălineanu) 3. Mon amour                            | Orchestra „Barbu Lăutaru”, dirijor Nicu Stănescu            |
| 195x | SUEP 589 Rumanian Folk Songs and Dances | vinil, 17 cm, 33 RPM     | 4. Sanie cu zurgălăi (muzica Richard Stein)                              | Orchestra „Barbu Lăutaru”, dirijor Ionel Budișteanu         |

### Discuri Monitor Records
| An   | Număr de catalog                      | Format                   | Piese | Acompaniament                                  | Note                        |
| 1958 | MF 304 Rumanian Folk Songs and Dances | vinil, LP, 30 cm, 33 RPM | 2. Sanie cu zurgălăi (muzica Richard Stein) 7. Ce te culci așa devreme, Mărioară? 13. Cântă păsările-n luncă | orchestra Nicușor Predescu                     | înreg. efectuate în URSS    |
| 1961 | MF 348 Rumanian Wedding               | vinil, LP, 30 cm, 33 RPM | 2. Mă dusei în câmp să ar                                                                                    | Orchestra „Electrecord”, dirijor Nicu Stănescu | înreg. Electrecord din 1960 |

### Editura Casa Radio
| An   | Număr de catalog                       | Format       | Piese | Acompaniament |
| 2022 | 524 ADD Mai ții minte, măi dragă Mărie | compact disc | 1. Mai ții minte, măi dragă Mărie 2. Se ceartă bradul cu plopul 3. Cântec lung din Gorj („Mă uitai spre răsărit”) 4. Afară plouă și tună 5. Cireșule, frunză rară 6. Mi-a venit dor să mă duc 7. Gilortule, apă bună 8. Mă uitai pe vale-n luncă 9. Nu vine neica, nu vine 10. Trecui aseară pe lună 11. Mândra mea, sprâncene multe 12. Ce folos de-așa câmpie 13. Ca Gheorghe băiat, mai rar 14. Radu mamii, Radule 15. La Tismana-ntr-o grădină 16. Cântă păsările-n luncă 17. Mă culcai în grădiniță 18. Sus în deal, pe poieniță 19. Vine neica să mă vadă (sârbă) 20. Măicuță, să nu mă dai | Orchestra de muzică populară Radio, dirijori: Victor Predescu (1, 2, 4, 7, 8, 10, 13, 18), Radu Voinescu (5, 6, 9), Nicu Stănescu (11, 12); Orchestra „Barbu Lăutaru” a Filarmonicii de Stat „George Enescu”, dirijor: Ionel Budișteanu (3); Taraful Gorjului, dirijor: Nicu Novac (14-17, 19, 20) |

### Oltenia Star Music Production
| An   | Număr de catalog                    | Format       | Piese | Acompaniament |
| 2004 | O960 Cântă, cântă, Gorjule          | casetă audio | 1. Cântă, cântă, Gorjule 2. Lăstărel de primăvară 3. Nană, dorul meu te cheamă 4. Mi se pare, nu știu unde 5. Neiculiță de pe vale 6. Nu te supăra pădure 7. Te văzui neică la poartă 8. Hăulita de la Gorj 9. Cireșule, frunză rară 10. I-auzi, mândră, pupejoara 11. Vine neica să mă vadă 12. Sus în deal pe poieniță 13. Mă uitai pe vale-n luncă 14. Vă las cântecele mele | orchestrele: Constantin Busuioc (1, 14), Nicu Stănescu (2, 3, 11), Ionel Budișteanu (4-6, 8, 9), Florea Cioacă (7, 10, 12), Victor Predescu (13) |
| 2005 | 1029 La gutuiul dintre vii          | casetă audio | 1. Când oi zice-odată, hăi 2. Neică, ochișorii tăi 3. Mândruliță de pe grui 4. La gutuiul dintre vii 5. Radu mamii 6. Hăulita de la Gorj 7. Oltule, Oltețule 8. De ce nu te-nsori, Gheorghiță 9. Drag îmi e să cânte cucul 10. Zorile de dimineață 11. Cine trece câmpul mare 12. Ciobănaș de la mioare 13. Mă culcai în grădiniță 14. Lie, ciocârlie                           | orchestrele: Nicu Stănescu (1-5, 7, 13), Ionel Budișteanu (6, 9, 12), Florea Cioacă (11), Victor Predescu (8, 14) |
| 2006 | 1118 Dulce-i dragostea pe fân cosit | casetă audio | 1. Au pornit olteni la coasă 2. Dulce-i dragostea pe fân cosit 3. De ce nu vii neicuț-al meu 4. Când aud cucul cântând 5. Luncă, luncă-mbobocită 6. Sub streașina casei mele 7. Mi-a venit dor să mă duc 8. Sus în deal pe poieniță 9. Uită-mi-te, neică, uită 10. Trei în lume nu se poate 11. De mic rămăsei sărac 12. Tu, mamă, când m-ai făcut                              | Orchestra de muzică populară Radio, dirijori: Radu Voinescu (1, 7, 11), Victor Predescu (3, 4, 8), Ionel Budișteanu (6), orchestra Constantin Busuioc (2), Taraful Gorjului, dirijor: Nicolae Novac (5, 12), orchestra Ionel Budișteanu (9), Orchestra „Grigoraș Dinicu”, dirijor: I. Budișteanu (10) |

### Jurnalul Național
| An   | Titlul albumului                          | Format       | Piese | Acompaniament |
| 2007 | Muzică de colecție                        | compact disc | 1. Mai ții minte, măi dragă Mărie 2. Sanie cu zurgălăi (muzica Richard Stein) 3. Doină oltenească 4. Dor de mamă 5. Pe câmpul cu florile 6. Fir-ai tu să fii de fată 7. Cine trece câmpul mare 8. Plânge frunza și iarba 9. Hei, lună 10. Lie, ciocârlie 11. Dunăre cu valuri line 12. Aș ofta să-mi iasă focul 13. Radu mamii, Radule 14. Nu vine neica, nu vine 15. Dulce-i dragostea pe fân cosit 16. Au pornit olteni la coasă 17. Joacă hora-n poieniță 18. Vă las cântecele mele | orchestra Constantin Busuioc (1, 6, 8, 11, 14, 17, 18), Orchestra „Electrecord”, dirijor Ionel Budișteanu (2-4, 12), orchestra Nicu Stănescu (5, 13, 14), orchestra Florea Cioacă (7), Orchestra „Barbu Lăutaru”, dirijor I. Budișteanu (9), orchestra Victor Predescu (10), O.M.P.R., dirijor Nicu Stănescu (16) |
| 2007 | Discul de aur Muzică de colecție, vol. 53 | compact disc | 1. Haide, hai cu dor și lună (c. D. Vasilescu-Liman) 2. De ce nu te-nsori, Gheorghiță? 3. Ce frumoasă-i potecuța 4. Colindai vâlceaua toată 5. Trei în lume nu se poate 6. Aseară pe la chindie 7. Lună, lună, ia fii bună 8. Măicuță să nu mă dai 9. Mă dusei în câmp să ar 10. Deasupra capului meu 11. Când oi zice-odată hăi 12. Cireșule, frunză rară 13. De ce nu vii, neicuță-al meu 14. Murgule, coamă frumoasă 15. Bistriță, apă zglobie 16. Se ceartă bradul cu plopul 17. Cum am vorbit noi aseară, Mărioară 18. Iarbă verde, iarbă crudă 19. A cui ești tu, mândruliță 20. Viorea, viorea | Orchestra „Electrecord”, dirijor Ionel Budișteanu (1, 6, 13, 16), orchestra Victor Predescu (2, 5, 19), orchestra Constantin Busuioc (3, 14, 17), orchestra Florea Cioacă (4, 6, 18), orchestra Nicu Stănescu (7, 9, 11, 20), orchestra Ionel Budișteanu (10, 12), O.M.P.R., dirijor Victor Predescu (15)         |

### ÎnregistrăriRadio România
Înregistrările Mariei Lătărețu din Fonoteca Radio România au fost imprimate pe benzi de magnetofon.
| An           | Piese | Acompaniament                                                                 | Note                                        |
| 1950         | Au pornit olteni la coasă (1) Ce folos de-așa câmpie Cucule cu pană sură Foaie verde de-avrămeasă (folclor nou) La portița din grădină Mândra mea sprâncene multe Pupa-ți-aș coama, bălan Ușor, puiule, ușor                                | O.M.P.R., dirijor Nicu Stănescu                                               | —                                           |
| 1951         | I-auzi cum răsună valea (folclor nou) | O.M.P.R., dirijor Victor Predescu                                             | transpusă pe discul EPA 1815                |
| 1952         | Cântec lung din Gorj [Mă uitai spre răsărit] | Orchestra „Barbu Lăutaru” a Institutului de Folklor, dirijor Ionel Budișteanu | transpusă pe discul EPB 5019                |
| 1953         | Dorule, puiule Lie, ciocârlie Trei în lume nu se poate Țin-te, mândro, de cuvânt | Orchestra „Grigoraș Dinicu”, dirijor Ionel Budișteanu                         | —                                           |
| 1954         | Aș muri, dar nu acuma Jos în vale la izvoare (folclor nou) (2) | O.M.P.R., dirijor Ion Luca-Bănățeanu                                          | transpuse pe discurile EPA 1901 și EPA 2201 |
| 11 dec. 1954 | De mic mă dusei cioban | O.M.P.R., dirijor Victor Predescu                                             | transpusă pe discul EPA 1962                |
| 1955         | Sub streașina casei mele | O.M.P.R., dirijor Ionel Budișteanu                                            | —                                           |
| 1956         | Cântecul miresii [Ia-ți mireasă ziua bună] De mic rămăsei sărac | O.M.P.R., dirijor Radu Voinescu                                               | —                                           |
| 4 sep. 1956  | Ce mi-e mie drag pe lume Mă leagăn ca frunza-n plop Pasăre galbenă-n cioc (1) | O.M.P.R., dirijor Victor Predescu                                             | —                                           |
| 3 iul. 1958  | Ca Gheorghe băiat mai rar De la Târgu-Jiu la vale Mă dusei să dorm sub viță Mă uitai pe vale-n luncă Măicuță, să nu mă dai (1) Pe unde iubeam odată Pierire-ai, dorule, azi Of, dor, dor, dor                                               | O.M.P.R., dirijor Victor Predescu                                             | —                                           |
| 9 iul. 1958  | Pierire-ai dorule azi | O.M.P.R., dirijor Victor Predescu                                             | —                                           |
| 27 ian. 1960 | Cântă păsările-n luncă (1) Hei, lună, fii voioasă I-auzi, mândro, turtureaua (1) Pasăre galbenă-n cioc (2) Pe drumul Banatului | O.M.P.R., dirijor Victor Predescu                                             | —                                           |
| 15 mar. 1960 | Frumoasă-i primăvara | O.M.P.R., dirijor Radu Voinescu                                               | —                                           |
| 6 sep. 1961  | Când aud cucul cântând De ce nu vii, neicuță-al meu? Nană, dorul meu te cheamă Sus în deal, pe poieniță | O.M.P.R., dirijor Victor Predescu                                             | —                                           |
| 9 sep. 1961  | Dunăre, când treci la vale În grădină, pe vâlcele Trecui aseară pe lună Se ceartă bradul cu plopul | O.M.P.R., dirijor Victor Predescu                                             | —                                           |
| 21 sep. 1962 | Mă duc la munte la vară | O.M.P.R., dirijor Victor Predescu                                             | —                                           |
| 23 ian. 1964 | Cireșule, frunză rară I-auzi, mândro, turtureaua (2) | O.M.P.R., dirijor Radu Voinescu                                               | —                                           |
| 19 ian. 1966 | Cine trece câmpul mare Colindai vâlceaua toată Fluieră neica la coasă Nu vine, neica, nu vine Vine Jiețul la vale | O.M.P.R., dirijor Radu Voinescu                                               | —                                           |
| 5 feb. 1966  | Au pornit olteni la coasă (2) Falnici sunteți munților | O.M.P.R., dirijor Radu Voinescu                                               | —                                           |
| 13 feb. 1968 | Cântă păsările-n luncă (2) Frumos cântă turtureaua La Tismana-ntr-o grădină Luncă, luncă-mbobocită Mă culcai în grădiniță Măicuță, să nu mă dai (2) Neică, ochișorii tăi Radu mamei, Radule Tu, mamă, când m-ai făcut Vine neica să mă vadă | Taraful Gorjului, dirijor Nicolae Novac                                       | —                                           |
| apr. 1970    | Afară plouă și tună Cântă, cântă, Gorjule Ce frumoasă-i potecuța Dulce-i dragostea pe fân cosit Dunăre, Dunăre lină Mândruliță după grui Mai ții minte, măi, dragă Mărie Ți-ai uitat neică dragostea noastră                                | O.M.P.R., dirijor Victor Predescu                                             | —                                           |
| 1971         | Gilortule, apă bună | O.M.P.R., dirijor Victor Predescu                                             | —                                           |
| dec. 1971    | Sanie cu zurgălăi | O.M.P.R., dirijor George Vancu                                                | muzica Richard Stein                        |

### Filmări TVR
| Data       | Piese | Acompaniament                                                         | Interpretare                         | Locație                        | Note                                                   |
| 1970       | Sanie cu zurgălăi (muzica Richard Stein) Când oi zice-odată hăi! | orchestra Nicu Stănescu                                               | live                                 | studio TVR                     |                                                        |
| 1970       | Ce frumoasă-i potecuța Doina oltenească Mai ții minte, măi, dragă Mărie Pe sub poala pădurii | în imagini: orchestra Constantin Busuioc                              | playback pe înregistrări Electrecord | Muzeul Satului                 |                                                        |
| 1970       | Mai ții minte, măi, dragă Mărie | în imagini: orchestră populară                                        | playback pe înregistrare Radio       | studio TVR                     | regia Ion Filip                                        |
| 1971       | Busuioc moldovenesc Fluieră neica la coasă Mai ții minte, măi, dragă Mărie Pe câmpul cu florile Pe sub poala pădurii                                                                                                  | în imagini: orchestra Constantin Busuioc și violonistul Florea Cioacă | playback pe înregistrări Electrecord | studio TVR                     |                                                        |
| 29.08.1971 | Ia-ți mireasă ziua bună | lăutari                                                               | live                                 | loc. Perșinari, jud. Dâmbovița | imagini de la nunta lui Ion Dolănescu cu Maria Ciobanu |
| 1972       | Neică, de dragostea mea La stejarul după plai Uită-te, lume, la mine Murgule, coamă frumoasă Mai treci, neică, și tu dealul Dunăre cu valuri line Mamă, supărarea mea Oltenie, floare mândră Fir-ai tu să fii de fată | orchestra Constantin Mirea                                            | live                                 | studio TVR                     | realizator Theodora Popescu                            |
| 1972       | Văzui primăvara viind Vă las cântecele mele | Orchestra „Doina Gorjului”, dirijor Gelu Barabancea                   | live                                 | studio TVR                     | ultimele filmări ale artistei                          |